# Benild
Svatý Benild nebo Benildus, původním jménem Pierre Romançon (13. červen 1805, Thuretu Francie – 13. srpen 1862) byl salesiánský řeholník, člen Kongregace školských bratří svatého Jana de la Salle a pedagog.
Do noviciátu vstoupil roku 1825 a o jeho vzdělání pečovali bratři řádu v Římě. Záhy po absolvování škol se stal představeným komunity a školy v Puy-de-Dôme. Jeho činnost je s ohledem na počet získaných noviců mezi Benildovými studenty považována za úspěšnou . Později sám založil a vedl školu ve městě Saugues. Zemřel po vleklé skryté nemoci v roce 1862. V roce 1967 byl svatořečen sv. Pavlem VI. Dnem jeho svátku je 13. srpen.